# SSD Lucchese 1905
Associazione Sportiva Lucchese Libertas är en italiensk fotbollsklubb från Lucca. Klubben bildades 1896. Klubben har spelat totalt nio säsonger i Serie A, den senaste 1951/1952.

## Kända tidigare spelare
Se också Spelare i Lucchese
- Andrea Coda
- Luís Oliveira
- Pierre Wome